# Eleições parlamentares europeias de 1979 (França)
As eleições parlamentares europeias de 1979 na França, realizadas a 10 de Junho, serviram para eleger os 81 deputados do país para o Parlamento Europeu.
O vencedor destas eleições foi a União pela Democracia Francesa, partido do presidente Valéry Giscard d'Estaing, que conquistou 27,6% dos votos e 25 dos 81 deputados nacionais.

## Resultados Nacionais
| Partido                 | Partido                                          | Votos      | %               | Deputados |
| ----------------------- | ------------------------------------------------ | ---------- | --------------- | --------- |
|                         | União pela Democracia Francesa                   | 5 588 851  | 27,61 / 100,00  | 25 / 81   |
|                         | Partido Socialista - Partido Radical de Esquerda | 4 763 026  | 23,53 / 100,00  | 22 / 81   |
|                         | Partido Comunista Francês                        | 4 153 710  | 20,52 / 100,00  | 19 / 81   |
|                         | Reagrupamento para a República                   | 3 301 980  | 16,31 / 100,00  | 15 / 81   |
|                         | Lista Europa-Ecologia                            | 888 134    | 4,39 / 100,00   | 0 / 81    |
|                         | Luta Operária - Liga Comunista Revolucionária    | 623 663    | 3,08 / 100,00   | 0 / 81    |
|                         | Emprego, Igualdade, Europa                       | 373 259    | 1,84 / 100,00   | 0 / 81    |
|                         | União dos Trabalhadores Independentes            | 283 144    | 1,40 / 100,00   | 0 / 81    |
|                         | Partido das Forças Novas                         | 265 911    | 1,31 / 100,00   | 0 / 81    |
| Votos inválidos         | Votos inválidos                                  | 1 114 613  | 5,22 / 100,00   |           |
| Total                   | Total                                            | 21 356 960 | 100,00 / 100,00 | 81 / 81   |
| Eleitorado/Participação | Eleitorado/Participação                          | 35 180 531 | 60,71 / 100,00  |           |
| Fonte                   | Fonte                                            | [ 1 ]      | [ 1 ]           | [ 1 ]     |